# Estação Caseros
A Estação Caseros é uma das estações do Metro de Buenos Aires, situada em Buenos Aires, entre a Estação Inclán e a Estação Parque Patricios. Faz parte da Linha H.
Foi inaugurada em 31 de maio de 2007. Localiza-se no cruzamento da Avenida Jujuy com a Avenida Caseros. Atende o bairro de Parque Patricios.